# بيتر جاكسون (لاعب اتحاد الرغبي)
بيتر جاكسون (بالإنجليزية: Peter Jackson)‏ هو لاعب اتحاد الرغبي بريطاني، ولد في 22 سبتمبر 1930 في برمنغهام في المملكة المتحدة، وتوفي في 22 مارس 2004 في سوليهل في المملكة المتحدة.

## وصلات خارجية
- بيتر جاكسون عل موقع إسبنسكروم (الإنجليزية)